# Charles-Marie Chabert
Pour les articles homonymes, voir Chabert.
Charles-Marie Chabert est un homme politique français né le 16 décembre 1852 à Saint-Donat-sur-l'Herbasse (Drôme) et décédé le 30 septembre 1923 dans la même commune.

## Biographie
Sous chef de Bureau à la caisse d'épargne, il est maire de sa commune natale et conseiller général. Il est député de la Drôme, inscrit au groupe Radical-socialiste, de 1899 à 1908, puis sénateur de la Drôme de 1908 à 1923.

## Sources